# プリテイキャスト
プリテイキャスト（1975年3月20日 - 1995年6月28日）は、日本の競走馬・繁殖牝馬。
半弟にフジヤマケンザンの父・ラッキーキャストがいる。

## 生涯

### 誕生・デビュー前
1975年3月20日、北海道勇払郡早来町の吉田牧場で誕生。父・カバーラップ二世は1953年にアメリカから輸入され、日本で「セイカン」の競走名を名乗り7戦2勝と振るわなかったが、ハイペリオンに繋がるサイアーラインと馬格の良さに惚れ込んだ牧場の2代目・吉田一太郎が種牡馬として牧場に繋養し、皐月賞・有馬記念を勝ったリュウズキ、春の天皇賞を勝ったカシュウチカラ、桜花賞を勝ったワカクモなど数々の活躍馬を輩出した。吉田牧場の至宝的な種牡馬であったが、当時すでに晩年に差し掛かっており、1980年8月に死去した。母・タイプキャストは現役時代57戦21勝2着12回で、1972年のエクリプス賞最優秀古牝馬を受賞した名牝。引退後はそのままアメリカで繁殖入りする予定だったが、馬主で牧場主のフレッチャー・ジョーンズが飛行機事故により死去。牧場の閉鎖に伴って全所有馬が売りに出されることになり、その噂を聞き付けて日本から3代目・吉田重雄が参加。吉田牧場の基礎牝馬とすべく、引退直後の1973年に行われたセリ市で、繁殖牝馬の価格としては当時世界最高額の72万5000ドル、当時の日本円レートで約2億2300万円という価格で競り落とした。年度表彰を受けるほどの一流牝馬が日本に輸入されたことは過去に例がなく、その購入価格と相まってタイプキャストは驚愕をもって迎えられた。
幼駒の頃は細身ながら健康かつ活発な馬で、目立つ存在であった。また目元が美しく、本馬の馬主となる高田久成によって「可憐な視線」を意味する「プリテイキャスト（プリテイキヤスト）」と命名された。競走年齢の3歳を翌年に控えた1976年12月、東京・石栗龍雄厩舎へ入厩。石栗によれば当時のプリテイキャストは400kgもない小柄な馬体で牧場時代とは印象が大きく変わっており、石栗は「何か病気をしているのではないか」と思い、血液検査を依頼したという。調教でもなかなか仕上がらず、デビューは当初の予定より大幅に遅れた1977年秋となった。

### デビューから天皇賞まで
1977年11月6日に東京の新馬戦でデビューしたが、スタート直後に左右の馬に挟まれて立ち後れ、6着と敗れた。さらにこの出来事によって他馬を怖がるようになり、折り返しの新馬戦は2着に入ったものの、未勝利戦は11着に敗れ、以降は2戦目の2着以外は、全て1着馬から2秒前後の差をつけられての惨敗となった。後に石栗は「能力はあったので、あのアクシデントがなく順調にいっていれば、桜花賞も狙えた」と語っている。
4歳となった1978年も東京、中山のダート戦で3連敗するなど、ここまで6戦に騎乗した横山富雄も頭を抱えるほどの気難しさが問題であった。5月は新潟に遠征し、オークス前日の20日に行われた芝2000mの未勝利戦にて徳吉一己騎乗でブリンカー初着用で挑み、待望の初勝利を挙げた。夏は鞍上を横山に戻して函館に遠征。昇級戦の湯川特別（300万下）は4着に終わったが、立待岬特別（300万下）、五稜郭特別（700万下）を連勝し、札幌に移動して臨んだ道新杯（1100万下）は2着。重賞初挑戦のクイーンSは増沢末夫が騎乗したが、13頭立ての8着に惨敗。続く京都のオープンは鹿戸明に乗り替わり、秋の天皇賞馬・ホクトボーイの4着と健闘、これを受けてエリザベス女王杯では3番人気に支持された。レースでは絶好調で臨んだがスタートで出遅れ、最後の直線で追い込むもリードスワローに差されて4着に終わった。年末はクリスマスハンデキャップ（1100万下）を柴田政人騎乗で快勝し、オープンクラスに昇格。本格化を期待させる内容でシーズンを終えた。
5歳となった1979年春は関係者を落胆させる結果となった。東京新聞杯17着、目黒記念（春）13着、中山牝馬S14着と年頭から2桁着順の惨敗を続け、新潟遠征の2戦（谷川岳S、新潟大賞典）はいずれも最下位入線の13着という有り様であった。当初の予定を前倒しして同年夏での引退も視野に入れられたが、条件戦に降級して臨んだ札幌開催では久々に横山が手綱を取り、道新杯（1200万下）を2着、HBC杯（800万下）は1番人気に応えて勝利し、大雪ハンデキャップ（1200万下）を2着と好成績を残した。この結果を受けて吉田牧場代表の吉田重雄は「タイプキャストに似て晩成なのか」と思い直し、繁殖牝馬入りを遅らせ、現役続行を決意した。その後の函館遠征では大沼S（1200万下）、みなみ北海道S（1200万下）と2戦連続10着と逆戻りしてしまい、秋は中山に戻って10月の紅葉ハンデキャップ（1200万下）6着、11月の東京・ユートピアS（1200万下）5着と持ち直す。最終戦のステイヤーズSは「牝馬の嶋田」の異名を持つ嶋田功と初めてコンビを組んだが、こちらも5着と浮き沈みの激しかったシーズンを終えた。
当時は古牝馬にとって目標となる大レースはなく、数少ない牝馬限定重賞を除いては、名を捨てて実を取って牡馬との実力差が少ない短距離路線を走るか、勝算が低いのを覚悟の上で強豪牡馬が相手となる天皇賞路線に身を投じるしかなかったが、これまでの成績から短距離適性がないプリテイキャストは必然的に天皇賞路線を進むこととなった。無論勝算などあったものではなかったが、母・タイプキャストは7歳になってから全米最優秀牝馬となったことから、その血を引くプリテイキャストもあわよくば、という思いから繁殖入りを遅らせ、翌年も現役を続行することとなった。
1980年は迎春賞（1200万下）、初富士賞（1200万下）を共に5着で、前年秋から数えて4戦連続5着となった。3戦連続のダート戦となった金蹄賞で6勝目を挙げると、再びオープンクラスに昇格して挑んだダイヤモンドSでは13頭中8番人気だったが、向正面で先頭に立つとそのままゴールまで逃げ切り、2着に7馬身差をつけて重賞初制覇を挙げた。その勢いのままに八大競走初出走となる天皇賞（春）に出走するが、道中息切れして失速し、ニチドウタローの15着と大敗した。夏は例年通りゲンのいい北海道に遠征し、札幌日経賞、札幌記念では共に1番人気に推されて2着に入り調子を取り戻したかと思わせたが、函館記念では不良馬場に逃げ足を殺されて6着に沈んだ。秋の初戦は毎日王冠だったが、主戦騎手の横山がメジロファントムに騎乗するため、この競走から柴田政人が手綱を執った。このレースではカネミノブの3着に逃げ粘って関係者を喜ばせたが、続く目黒記念（秋）では最下位の11着に失速して、関係者を落胆させた。
それでも陣営は、予定通りプリテイキャストを11月23日の第82回天皇賞（秋）に出走させることにした。

### 第82回天皇賞
レース2日前に降った雨の影響で馬場が渋り、馬場状態は重であった。前年のダービー馬で前哨戦の目黒記念（秋）を快勝したカツラノハイセイコが1番人気。新馬戦圧勝後に骨折が発覚して休養、1年以上のブランクを経て復帰後は10戦7勝2着3回と安定した成績を残しているホウヨウボーイがGIおよび八大競走初挑戦ながら2番人気に支持されていた。
当時、天皇賞（秋）には9年周期で牝馬が優勝するというジンクスがあった。9年前の1971年にはトウメイ、18年前の1962年にはクリヒデ、27年前の1953年にはクインナルビーが勝利しており、1980年はその9年周期にあたる年だった。そのため、京都大賞典を強烈な末脚で差し切り、目黒記念（秋）でもカツラノハイセイコの2着に食い込んだ牝馬のシルクスキーがそのジンクスを継続させるのでは、と3番人気に抜擢された一方、同じ牝馬でもプリテイキャストは11頭中8番人気と忘れられた存在であった。石栗は関西の逃げ馬・ハシハリーが出走を回避したことや、単走で行った最終追い切りでカツラノハイセイコを凌ぐタイムを記録していたことなどから、このレースの勝機を見出していたが、競走前には「恵まれた展開になっても、我慢できるのは直線の坂下まで。3着が精一杯」と弱気な見通しを語っていた。
プリテイキャストは抑えられると闘志を失うため、逃げなければ持ち味を発揮できないという馬だが、一方でスタートが悪いという難しい馬であった。鞍上の柴田はスタートに全神経を集中させ、珍しく好スタートを切ったプリテイキャストはそのまま後続を引き離していき、競りかける馬もいなかったため、ほどなく一人旅となった。第4コーナーを抜けて最初のゴール板を通過したところで、この辺りから母譲りの気性難が出てしまい、後続馬が折り合いを付けてペースダウンをする中、プリテイキャストは柴田の指示に従わず暴走し始めた。しかし、柴田は暴走を予期しており、全く動じることなく馬のペースで走らせることにした。後方ではカツラノハイセイコが2番手に付けて隊列を先導する形となり、ホウヨウボーイも3番手につけた。プリテイキャストはペースを抑える後続を尻目に差をどんどん広げていき、2周目の1～2コーナーでは50～60メートル、向正面では約100メートル以上の差を付ける大逃げの形となった。リードは広がったものの実はプリテイキャストのペースはさして速くなく、柴田は「背後に他馬がいる」と思っていたという。
カツラノハイセイコ騎乗の河内洋も、ホウヨウボーイ騎乗の加藤和宏も、それ以外の馬も、プリテイキャストの大逃げに幻惑されて互いに牽制し合い、金縛りにあったように動けない。この状況、後方ではかつてプリテイキャストの主戦騎手を務めていたメジロファントム騎乗の横山とアラナスゼット騎乗の岡部幸雄が焦りを募らせていた。横山は「誰か捕まえに行け」としきりに周囲に促すが結局誰も動かず、やむなく横山と岡部は自ら第3コーナーから最終コーナーにかけて率先して追走を開始した。プリテイキャストは大欅を通過してもまだ100メートル以上の差を付けており、4コーナーを映すテレビ中継の画面にもプリテイキャスト1頭しか映らないという状況であり、2番手以下が動いた時はすでに遅かった。マイペースで充分な差をとっていたプリテイキャストは最後の直線ではさすがに失速したものの、それまでに築いた圧倒的なリードにモノをいわせて1着でゴール。7馬身差の2着にはメジロファントムが入った。このレースを実況していた盛山毅（当時フジテレビアナウンサー）は、ゴール前約200メートル付近からゴール後までを以下のように実況した。
この勝利が天皇賞初制覇となった柴田は「勝つ時はこんなもの。タイミングよく出たのも初めてだが、この長丁場で一人旅ができたのも、他馬が牽制しあってくれたから。道中のめるところもあって道悪は上手くないのに…最高の気分だ」と語り、6着に敗れたカツラノハイセイコ騎乗の河内は「3コーナーでやばいと感じ、4コーナーでやられたと思った」と回顧した。また、ジンクス絡みでレース前に3番人気となったもう1頭の牝馬・シルクスキーは最後まで後方から動けず、ブービーの10着と大敗している。
プリテイキャストは戦前の予想では過去の実績の低さもあり、ほとんどの評論家はその実力を軽視していたが、日刊競馬の柏木集保は「単騎での逃げが確定のプリテイキャストを追撃できるのはホウヨウボーイぐらいで、展開次第では同馬が抑える可能性が高くそのまま逃げ切る可能性大」と読んで、プリテイキャストに本命印を打っていた。この予想的中は大きな話題を呼び、「プリテイキャストを本命にした男」というテレビCMが作られたほどであった。この予想に関して柏木は、「この予想は奇をてらったものではなく、プリテイキャストの逃げは正当な攻めと考えた結果」と後に語っている。
プリテイキャストが勝利したことで、天皇賞（秋）で9年周期で牝馬が勝利するジンクスはこの年以降も継続となった。しかしその後は1997年にエアグルーヴが天皇賞（秋）を制覇するまで牝馬の天皇賞馬は17年間現れることはなく、さらに3200メートルの天皇賞においてはプリテイキャスト以降、牝馬の優勝馬は出ていない。

### 天皇賞後
天皇賞後は有馬記念に出走することになったが、ファン投票では21位だったためファン投票選出馬とはならず、推薦馬として出走。ファンは天皇賞が実力ではなく展開のアヤによる勝利と解釈し、11頭中の8番人気であった。レースではサクラシンゲキの逃げについていけず、第3コーナー付近で早々に脱落。優勝したホウヨウボーイから4秒5も遅れる大差の最下位に終わり、このレースを最後に引退した。石栗は後年このレースについて「本当なら使いたくはなかった。サクラシンゲキの境勝太郎調教師が競ってでも行くと言っていたし。ただ、敵に後ろを見せて『それでも天皇賞馬か』と言われるのが嫌だった」と振り返っている。しかし最終戦の結果にかかわらず、プリテイキャストは天皇賞（秋）での勝利が決め手となり、この年の優駿賞最優秀古牝馬に選出された。天皇賞前まで有力候補とされていたシルクスキーとアグネスレディーに100票以上の差を付ける120票（総投票数129）を獲得するという大逆転での選出であった。

### 引退後
引退後は吉田牧場で繁殖牝馬となったが、仔出しは悪く、誕生した産駒の成績も芳しいものではなかった。
第7仔のスティールキャストは1994年、ナリタブライアンによる史上5頭目の三冠達成が懸かった第55回菊花賞において、母を彷彿とさせる大逃げを打って場内を沸かせたが、直線で力尽きて14着に終わっている。実況の杉本清（当時・関西テレビアナウンサー）は、以下のよう道中で4回もプリテイキャストの名前を出した。
1995年6月28日、喉頭がんに冒されて回復の見込みはないと診断され、いずれくる苦痛の増大を見越して安楽死の措置が執られた。享年21歳。

## 年度別競走成績
以下の内容はJBISサーチによる。
| 年     | 馬齢 | 出走 | 1着 | 2着 | 3着 | 着外 | 主な重賞実績                                                           |
| ------ | ---- | ---- | --- | --- | --- | ---- | ---------------------------------------------------------------------- |
| 1977年 | 3歳  | 3    | 0   | 1   | 0   | 2    |                                                                        |
| 1978年 | 4歳  | 13   | 4   | 1   | 0   | 8    |                                                                        |
| 1979年 | 5歳  | 13   | 1   | 2   | 0   | 10   |                                                                        |
| 1980年 | 6歳  | 12   | 3   | 2   | 1   | 6    | 1着 - 天皇賞・秋、ダイヤモンドステークス 2着 - 札幌記念 3着 - 毎日王冠 |
| 計     |      | 41   | 8   | 6   | 1   | 26   |                                                                        |

## 産駒成績
|   | 生年 | 馬名               | 性 | 毛色   | 父             | 戦績                                 |
| - | ---- | ------------------ | -- | ------ | -------------- | ------------------------------------ |
| 1 | 1982 | マイテイロン       | 牡 | 鹿毛   | マイスワロー   | 中央4戦1勝                           |
| 2 | 1985 | ロイヤルミルキー   | 牝 | 栗毛   | ロイヤルスキー | 不出走                               |
| 3 | 1987 | シヌーク           | 牝 | 鹿毛   | コントライト   | 不出走                               |
| 4 | 1988 | ブリッチキャスト   | 牝 | 栗毛   | ベルマン       | 中央7戦0勝                           |
| 5 | 1989 | キオイキャスト     | 牝 | 栗毛   | ロイヤルスキー | 不出走                               |
| 6 | 1990 | ラブリーキャスト   | 牝 | 鹿毛   | ベルマン       | 不出走                               |
| 7 | 1991 | スティールキャスト | 牡 | 黒鹿毛 | マグニテュード | 69戦4勝 （中央38戦3勝、地方31戦1勝） |
| 8 | 1992 | ケンキャスト       | 牡 | 栗毛   | ワカオライデン | 地方75戦10勝                         |

## 血統表
| プリテイキャストの血統                         | プリテイキャストの血統                              | プリテイキャストの血統                              | （血統表の出典）                                    | （血統表の出典） |
| 父系                                           | ハイペリオン系                                      | ハイペリオン系                                      | ハイペリオン系                                      | [ § 2 ]          |
| 父 *カバーラップ二世 1952 黒鹿毛 アメリカ      | 父の父Cover Up 1943                                 | Alibhai                                             | Hyperion                                            | Hyperion         |
| 父 *カバーラップ二世 1952 黒鹿毛 アメリカ      | 父の父Cover Up 1943                                 | Alibhai                                             | Teresina                                            |                  |
| 父 *カバーラップ二世 1952 黒鹿毛 アメリカ      | 父の父Cover Up 1943                                 | Bel Amour                                           | Beau Pere                                           | Beau Pere        |
| 父 *カバーラップ二世 1952 黒鹿毛 アメリカ      | 父の父Cover Up 1943                                 | Bel Amour                                           | Love Set                                            |                  |
| 父 *カバーラップ二世 1952 黒鹿毛 アメリカ      | 父の母Betty Martin 1948                             | Hollyrood                                           | High Cloud                                          | High Cloud       |
| 父 *カバーラップ二世 1952 黒鹿毛 アメリカ      | 父の母Betty Martin 1948                             | Hollyrood                                           | Mandy Hamilton                                      |                  |
| 父 *カバーラップ二世 1952 黒鹿毛 アメリカ      | 父の母Betty Martin 1948                             | Rhoda F.                                            | Rhodes Scholar                                      | Rhodes Scholar   |
| 父 *カバーラップ二世 1952 黒鹿毛 アメリカ      | 父の母Betty Martin 1948                             | Rhoda F.                                            | Notebook                                            |                  |
| 母 *タイプキャスト Typecast 1966 鹿毛 アメリカ | 母の父Prince John 1953                              | Princequillo                                        | Prince Rose                                         | Prince Rose      |
| 母 *タイプキャスト Typecast 1966 鹿毛 アメリカ | 母の父Prince John 1953                              | Princequillo                                        | Cosquilla                                           |                  |
| 母 *タイプキャスト Typecast 1966 鹿毛 アメリカ | 母の父Prince John 1953                              | Not Afraid                                          | Count freet                                         | Count freet      |
| 母 *タイプキャスト Typecast 1966 鹿毛 アメリカ | 母の父Prince John 1953                              | Not Afraid                                          | Banish Fear                                         |                  |
| 母 *タイプキャスト Typecast 1966 鹿毛 アメリカ | 母の母Journalette 1959                              | Summer Tan                                          | Heliopolis                                          | Heliopolis       |
| 母 *タイプキャスト Typecast 1966 鹿毛 アメリカ | 母の母Journalette 1959                              | Summer Tan                                          | Miss Zibby                                          |                  |
| 母 *タイプキャスト Typecast 1966 鹿毛 アメリカ | 母の母Journalette 1959                              | Manzana                                             | Count freet                                         | Count freet      |
| 母 *タイプキャスト Typecast 1966 鹿毛 アメリカ | 母の母Journalette 1959                              | Manzana                                             | Durazna                                             |                  |
| 母系(F-No.)                                    | 13号族(FN:13-c)                                     | 13号族(FN:13-c)                                     | 13号族(FN:13-c)                                     | [ § 3 ]          |
| 5代内の近親交配                                | Count Fleet M4×M4 = 12.50%、 Hyperion S4×M5 = 9.38% | Count Fleet M4×M4 = 12.50%、 Hyperion S4×M5 = 9.38% | Count Fleet M4×M4 = 12.50%、 Hyperion S4×M5 = 9.38% | [ § 4 ]          |
| 出典                                           | 1. 2. 3. 4.                                         | 1. 2. 3. 4.                                         | 1. 2. 3. 4.                                         | 1. 2. 3. 4.      |